# Nesactium
Nesactium (grec antic Νεσάκτον) fou una ciutat d'Ístria a l'est de Pola, al Flanaticus Sinus, no lluny del riu Arsia que era la frontera d'Ístria. Fou conquerida pel cònsol romà C. Caludius després d'un setge, al tallar el subministrament d'aigua. Després fou municipi roma.
Va quedar destruïda en una època desconeguda però posterior al segle v. La seva situació exacta es desconeix.